# Неба

35°15′11″ пн. ш. 137°34′52″ сх. д. / 35.25306° пн. ш. 137.58111° сх. д.
Не́ба (яп. 根羽村, ねばむら, МФА: [neba muɾa]) — село в Японії, в повіті Сімо-Іна префектури Наґано. Станом на 1 квітня 2009 площа села становила 89,95 км². Станом на 1 липня 2011 населення села становило 1093 осіб.